# Менло (Џорџија)
Менло (Џорџија) (енгл. Menlo) град је у америчкој савезној држави Џорџија. По попису становништва из 2010. у њему је живело 474 становника.

## Демографија
Према попису становништва из 2010. у граду је живело 474 становника, што је 11 (2,3%) становника мање него 2000. године.
| Група             | 2000.       | 2010.       |
| Белци             | 466 (96,1%) | 455 (96,0%) |
| Афроамериканци    | 16 (3,3%)   | 13 (2,7%)   |
| Азијати           | 0 (0,0%)    | 0 (0,0%)    |
| Хиспаноамериканци | 2 (0,4%)    | 1 (0,2%)    |
| Укупно            | 485         | 474         |